# Agrupació Independent Popular de Formentera
La Agrupació Independent Popular de Formentera (en idioma español, Agrupación Independiente Popular de Formentera) fue una agrupación de electores de la isla de Formentera, en las Islas Baleares (España) formada por el Partido Popular y por el Grupo Independientes Formentera. En el Parlamento de las Islas Baleares se integraba en el grupo parlamentario popular. Obtuvieron el escaño correspondiente a la circunscripción de Formentera en las elecciones de 1995, 2003 y 2007.
En las elecciones autonómicas de 2007 obtuvo 1.769 votos (54,45% en la circunscripción). En las locales (que sirvieron para constituir el nuevo Consejo Insular de Formentera) obtuvieron 1.068 votos (30,88%), que se tradujeron en 4 consejeros. Para las elecciones de 2011, el Partido Popular y el Grupo Independientes Formentera decidieron presentarse en coalición bajo el nombre de Sa Unió de Formentera.